# Uchiwa und Ōgi

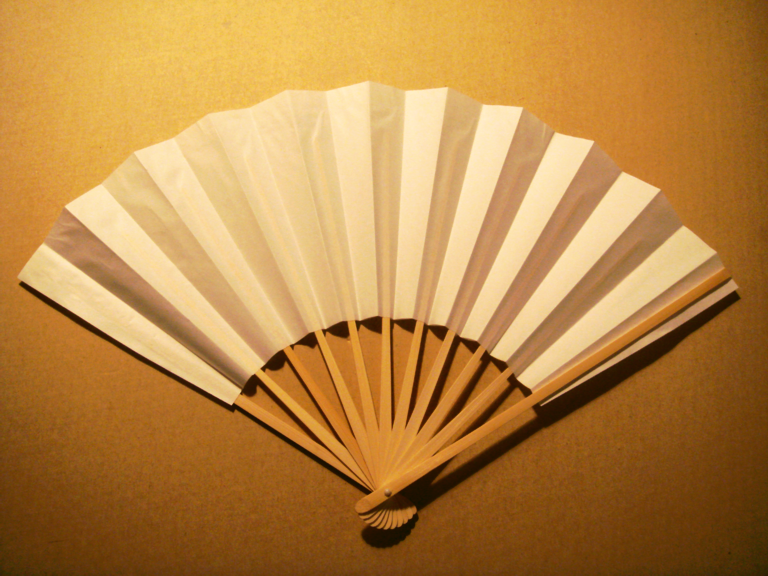
Ōgi/Sensu

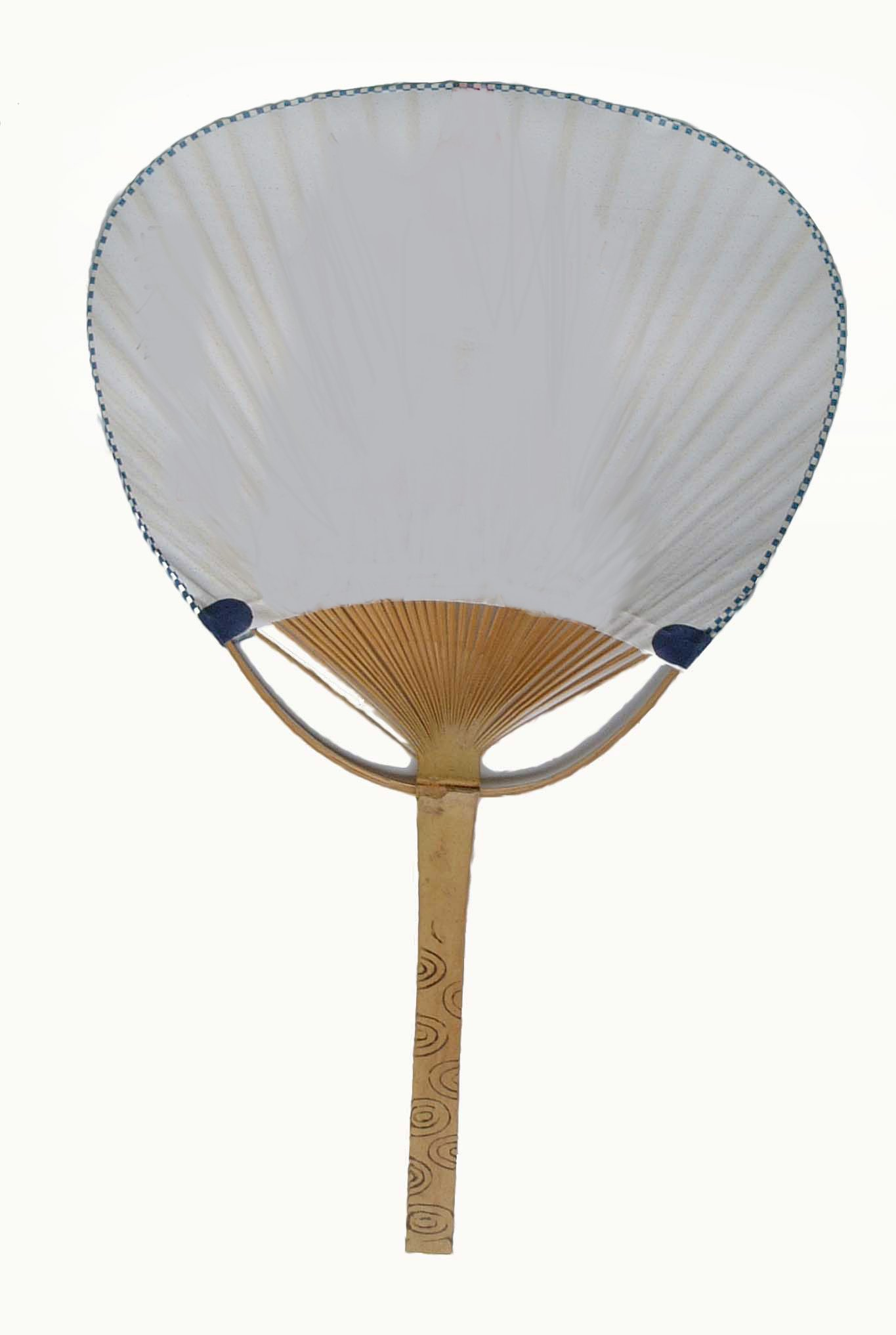
Uchiwa

Uchiwa (japanisch 団扇), Blattfächer, und Ōgi (扇), letztere meist Sensu (扇子) genannt, Faltfächer, sind die zwei verschiedenen Grundarten von Fächern in Japan. Der Ōgi oder Sensu ist der nationale Fächer Japans, der in der Regierungszeit des Kaisers Tenji (668–672) von einem Bewohner der Provinz Tamba erfunden worden sein soll. Der Uchiwa kam über Chōsen von den Shinajin (Chinesen) nach Japan. Es gibt einen eigenen Ausdruck „To-uchiwa“, was Chinafächer (wörtlich ‚Ostfächer‘) bedeutet. Als „Gumbai-uchiwa“ wurde ein solcher Fächer auch als eine Art Kommandostab von den Anführern des japanischen Heeres verwendet, während sie die Schlacht leiteten.

## Geschichte des Fächers in Japan
In den schwülheißen Sommermonaten Süd- und Zentraljapans erwies sich der Fächer als ein praktisches und beinahe unverzichtbares Instrument, um sich nicht nur bei großer Sommerhitze oder bei schwülem Klima Kühlung zuzufächeln, sondern auch um Insekten zu vertreiben oder um Feuer anzufachen. Der Fächer dient auch als Ausdrucksträger beim Tanz.
Im 6. Jahrhundert kamen mit der Übernahme des Buddhismus und der hoch entwickelten chinesischen Kultur auch chinesische Fächer nach Japan. Vor allem der seit der Han-Zeit bekannte Blattfächer und ein wedelartiger Fächer aus Fasanenfedern sind auf Wandbildern in japanischen Grabkammern aus dieser Zeit zu finden. Diese chinesischen Formen des Fächers dienten Kaiserfamilien und hohem Klerus auch als Würdezeichen, das einfache Volk jedoch benutzte Fächer, die aus Blattwerk geflochten waren.
Der japanischen Faltfächer wurde in der entgegengesetzten Richtung erst im 15. Jahrhundert in China eingeführt. Am Ende des 16. Jahrhunderts wurde er durch die chinesischen Kurtisanen verwendet und dadurch im „Reich der Mitte“ salonfähig.
Der älteste Typ ist aus schmalen, keilförmigen Plättchen von Zypressenholz gebildet, die an der breiten Oberkante zusammengenäht, am unteren Griff mit einem Dorn befestigt und zu einem Kreissegment auseinander geschoben werden können. Solche Zypressenholz-Fächer, hi-ōgi, waren das charakteristische, aufwändige Accessoire der Hofdamen. Aus Elfenbein oder Schildpatt gefertigt, gelangte er in der Neuzeit als kostbare Ware in den Westen.
Eine Sonderform des Ogi ist der „Suehiro“ oder „Chuukei“-Fächer. Er erinnert mit seinen auswärts gebogenen Deckschienen an ein Ginkgoblatt und erscheint selbst im geschlossenen Zustand als wäre er halb geöffnet. Dieser Fächerart wurde überwiegend bei Zeremonien getragen.
Der Faltfächer aus Papier (kami-ōgi) entstand im 9. Jahrhundert. Bei ihm bildeten schmale hölzerne Speichen ein Gerüst, das in ein Ringsegment geschnitten war. Diese in Japan erfundene Form des Papierfächers wurde die meistverbreitete Art des Fächers auf der ganzen Welt.
Berichte über Fächer erscheinen häufig in der asiatischen Literatur des 10. Jahrhunderts. So zum Beispiel überbrachte man Fächer als Gastgeschenk für den Kaiser oder etwa über einen Fächerwettkampf, der unter Kaisern stattfand, da in der damaligen Zeit japanische Fächer eine in China gern gesehene Ware aus dem Lande der aufgehenden Sonne (Japan) war.
Fächerherstellung war als spezifische und persönliche Schöpfung unter Literaten beliebt. Auch hier kopierten sie Chinesisches und schufen Kunstwerke, die sich sehr von gewerblich produzierten Fächern abhoben.
Ende des 19. Jahrhunderts betrug der Export mehrere Millionen Fächer, für welche meist billige Produktionsverfahren verwendet wurden. Mit Darstellungen der farbigen Vielfalt des Menschenlebens, der Blumen- und Tierwelt, und von Landschaftsschönheiten wurden Eindrücke von Japan vermittelt. Bebilderte Fächer sind heute vielfach billige Massenware in den Souvenirläden und 100-Yen-Shops.
In exquisiten Geschäften, etwa in Umgebung vornehmer Kimono-Geschäfte, werden noch heute verschiedenerlei kunsthandwerklich anspruchsvolle Fächer mit raffiniertem Design und anspruchsvollen Ziertechniken angeboten.

## Herstellung

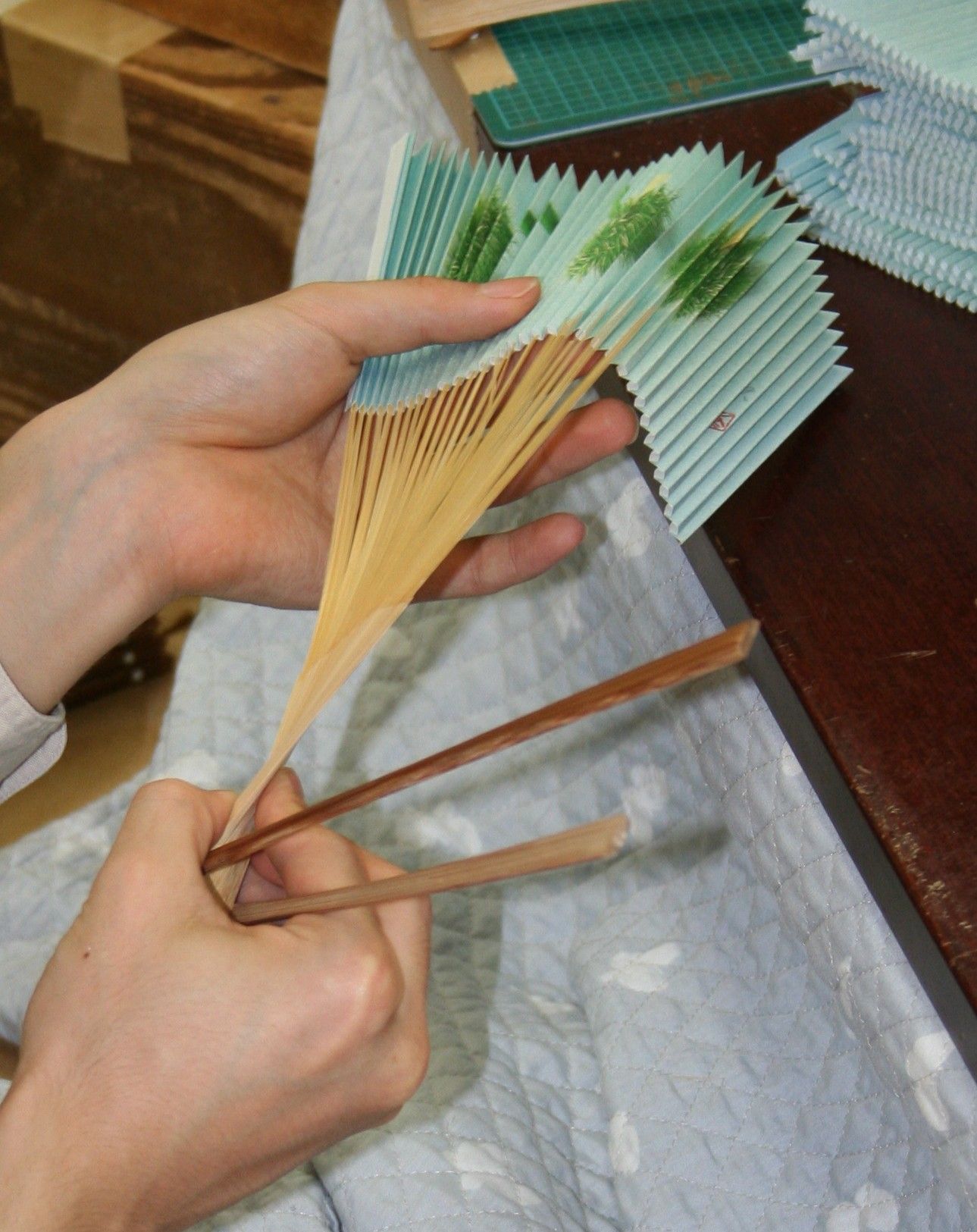
Herstellung eines japanischen Fächers

Seit der Heian-Zeit (9. bis 12. Jahrhundert) sind Fächermacher in einer eigenen Berufsgenossenschaft (Nakama) zusammengeschlossen. Sie lebten zumeist in Straßen nahe dem Kaiserhof in Heian-kyō bzw. Kyōto und verehrten gemeinsame Götter. Die Herstellung von Fächern gehörte in der Edo-Zeit (1603–1867) zum bürgerlichen Handwerken: Fächergeschäfte (ōgi-ya) entstanden, die sowohl mit Einzelteilen als auch mit vollständigen Fächern handelten.
Der Ort Fushimi in der Provinz Owari wurde zum Hauptsitz der Faltfächerindustrie. Die feineren Sorten wurden überwiegend in Kyoto und Tokyo hergestellt. Japanische Fächer bestehen aus den charakteristischen Materialien, wie sie für viele Alltagsgegenstände verwendet werden: aus Bambus oder Zypressenholz, Papier und Reispaste. Für den Export wird auch Schildpatt, Horn, Elfenbein und Seide verwendet.
Für die Herstellung der hochwertigsten Sensu benötigen sechs Spezialisten bis zu 30 Arbeitsgänge, mithin sind ganze Handwerkerfamilien in die Produktion eingebunden. Der Rahmen und die Stäbe werden in der Regel aus Bambus geschnitten. Für die Kyōto-Fächer liefert die nahe Präfektur Shiga den Bambus, der im Alter von etwa drei Jahren geschnitten und vor Ort bearbeitet wird. Die zugeschnittenen Fächerstäbe werden drei bis vier Tage in der Sonne getrocknet, gefeilt und in Bündeln verpackt in die Stadt gesandt. Parallel dazu wird von Papierschöpfern das besondere Fächerpapier (usui washi) hergestellt. Drei bis fünf Blätter des feinen japanischen Papiers müssen laminiert werden, um die nötige Festigkeit zu bekommen. Nachdem diese Blätter getrocknet sind, werden sie in Fächerblättern unterschiedlicher Größe geschnitten. Gebündelt kommen sie zum Dekorieren. Die Fächerpapiere werden bemalt, beschrieben oder dekorativ eingefärbt. Besondere Fächerblätter werden von Hand mit Pinsel und Tusche und mit Farben bemalt, während für Massenproduktion Druck oder Stempeln zur Anwendung kommt. Einige Läden beschäftigten sogar Stadtmaler; doch auch Maler berühmter Malschulen bemalten für besondere Anlässe Fächer. Da der Fächer etwa beim Tanz gewendet wird, werden Vorder- und Rückseite aufeinander abgestimmt. Zur Dekoration der Fächerblätter arbeiteten die Stadtmaler mit Schablonen und Druckmodellen, die die Herstellung größerer Mengen von Fächern zu einem bestimmten Fest oder Ereignis, aber auch für den Export, ermöglicht.
Das Falten der Papiere erfordern bis zu 17 spezialisierte Arbeitsschritte. Nach einem komplizierten Prozess zur Aufbereitung der bemalten Fächerblätter werden sie zwischen zwei Papierpressen (kata) gefaltet, wieder gestreckt und erneut gefaltet. Am unteren Rand werden mit ahlenförmigen Holzgeräten Öffnungen für die Stäbe geschaffen. Eine Nacht oder länger bleiben die gefalteten Blätter in einer Holzpresse, bevor sie zum Trocknen aufgehängt werden. Zuletzt werden die mit Leim bestrichenen Bambusstäbe exakt zwischen die geschichteten Blätter geschoben, die Deckstäbe (oya hone) am Fächer montiert.
Heute stammen 90 % der in Japan hergestellten Fächer aus der Stadt Marugame.

## Dekor
Die Fächer für Männer sind zumeist mit Inschriften auf einem weißen Hintergrund versehen. Die Schriften bestehen dabei aus Gedichten (Uta) oder Sinnsprüchen. Frauenfächer sind hingegen überwiegend mit Blumen, Vögeln, Schmetterlingen in diskreten Farbtönen auf einer matt grundierten Fläche versehen. Fächer für Kinder sind mit lebhaft bunten Farbmotiven verziert. Für Geishas (Sängerinnen) und Oiran sind die Fächer größer und tragen auf Gold- oder Silbergrund eine grelle Bemalung.
In der Dekoration der Fächer zeigen sich oft traditionelle Motive und Sujets der japanischen Kunst, wie Naturdarstellungen, Landschaften und Szenen im Ukiyo-e-Stil.
Darüber hinaus ist der Fächer in Japan auf Familienzeichen (Mon) zu finden.

## Sitte des Fächertragens
Seit der Nara-Zeit (710–794) ist der Fächer als Gegenstand der höfischen Etikette überliefert, wobei Form, Größe und Dekoration Hinweis auf die Zugehörigkeit zu Hof- und Ritteradel geben. Erst im 16. Jahrhundert wurde der Fächer als Statussymbol höherer bürgerlicher Gesellschaftsschichten übernommen, die sich in den neu wachsenden Handelsstädten Japans herausbildeten.
Für Fächer und Fächerbild entwickelte sich eine allgemein verständliche Symbolsprache. Sie wurden bei allen jahreszeitlich und familiär bestimmten Festen und Feiern zu einem unerlässlichen Accessoire.
Die Hofdamen beispielsweise lebten in kostbare Kimonos gehüllt, hinter Schiebetüren, Stellschirmen und Rollvorhängen vor den Blicken Fremder geschützt. Hinter den Fächern verbargen sie ihr Gesicht und ihre Gefühle während eines direkten Gesprächs. Der Fächer selbst kennzeichnete die Person.

## Festtage
Traditionell schenkte man sich in Japan zu Neujahr Fächer und verband damit seine guten Wünsche.